# Hiezu, Tottori
Hiezu (日吉津村 Hiezu-son) là ngôi làng thuộc huyện Saihaku, tỉnh Tottori, Nhật Bản. Tính đến ngày 1 tháng 10 năm 2020, dân số ước tính ngôi làng là 3.501 người và mật độ dân số là 830 người/km2. Tổng diện tích ngôi làng là 4,2 km2.